# مرکز گردهمایی کوالالامپور
مرکز گردهمایی کوالالامپور (مالایی: Pusat Konvensyen Kuala Lumpur) که همچنین به نام مرکز گردهمایی کِی‌اِل شناخته می‌شود، یک مرکز گردهمایی و نمایشگاهی است که در محوطه کوالا لامپور سیتی سنتر (کی‌ال‌سی‌سی)، کوالا لامپور، مالزی واقع شده است.
مرگز گردهمایی در سال ۲۰۱۵، جایزه نوآوری ای‌آی‌پی‌سی (AIPC) را دریافت کرد.
در طی دنیاگیری کووید-۱۹، از این مکان به عنوان یک مرکز واکسیناسیون پذیرش انبوه مردم استفاده می‌شد.